# Проктор, Эдна Дин
Эдна Дин Проктор (англ. Edna Dean Proctor, 18 сентября 1829, Хенникер, Нью-Гемпшир, США — 18 декабря 1923, Фреймингхем, Массачусетс, США) — американская поэтесса XIX века.

## Биография
Была седьмым ребёнком капитана Джона Проктора (John Proctor, 7 июля 1788, Манчестер, Массачусетс — 8 декабря 1836, Хенникер, Нью-Гемпшир) и первым — в третьем его браке с Люсиндой Гулд (англ. Lucinda Gould, 15 декабря 1802 — 15 ноября 1878). У девочки вскоре появилось ещё двое младших сестрёнок и брат. Однако вскоре отец скончался и мать вышла замуж (вторым браком) за Джозефа Томпсона (англ. Joseph Calef Thompson, 21 декабря 1794 — 12 марта 1861) из Андовера (Нью-Гемпшир), которого также пережила.
Начальное образование Эдна Проктор получила дома, занимаясь с матерью. Позднее её отправили в пансион в Конкорде (англ. Mount Holyoke Seminary at Concord, Нью-Гемпшир).
В дальнейшес Эдна Проктор работала учительницей в Вудстоке (Коннектикут), гувернанткой в Бруклине (Нью-Йорк), учительницей в Фреймингхеме (Массачусетс). Одновременно, начиная с 1850-х годов она пишет стихи и рассказы, которые публикуются в различных американских газетах и журналах.
Эдна Проктор не вышла замуж. Последние годы жила в Южном Фреймингхеме (Массачусетс), где состояла в Бостонском клубе писателей (англ. the Boston Authors' Club). Она скончалась 18 декабря 1923 года.
В завещании она указала создать Трастовый фонд Джона Проктора и семьи (англ. the John Proctor and Family Trust Fund), который должен был профинансировать сооружение фонтана на площади Проктора в Хенникере, а также ремонт (или замену) каменного арочного моста через реку Контукук (Contoocook). Когда в 1938 году мост был разрушен, Фонд обеспечил его восстановление. После этого жители Хенникера приняли решение называть мост в честь Эдны Дин Проктор.

## Литературная деятельность
В 1858 году она публикует книгу «Мысли о жизни» (англ. Life Thoughts), содержащую цитаты из проповедей преподобного Генри Уорда Бичера, которая получила очень широкое распространение в Штатах и Британии. Особенную известность Эдне Проктор принесли её патриотические стихи в поддержку юнионистов. В 1866 году выходит первый сборник её стихов. В 1867 публикуется второй том, после чего она в компании друзей отправляется в длительную заграничную поездку в Европу, в ходе которой посещает практически все европейские страны (кроме Португалии), а также Святую землю и Египет. При этом в России она выбирает дороги, не популярные среди туристов. Она посещает Санкт-Петербург, Москву, путешествует по Волге (Нижний Новгород, Казань, Самара, Камышин), далее Ростов-на-Дону, Азов, Крым, Одесса и Молдавия. В результате этой поездки в 1872 году выходит её сборник эссе «Русское путешествие» (англ. Russian Journey), каждое эссе предварялось стихотворением.
Генри Лонгфелло высоко оценивал творчество Эдны Проктор и включил многие из её стихов в свой сборник «Poems of Places». Поэтесса являлась другом другого известного американского поэта — Джона Гринлифа Витьера.
В 1893 году написанная ею поэма «Columbia’s Banner» стала официальной программой Дня Колумба на территории всех Соединённых Штатов.